# 冷水冲型铜鼓
冷水冲型铜鼓，是一类铜鼓，以广西壮族自治区梧州市藤县濛江鎮冷水冲出土的铜鼓命名的。

## 特点
时代通常为东汉至唐朝。其分布比较广，在云南、广西、贵州、四川等地均有分布。这类铜鼓鼓体高大、鼓面边缘不外露，鼓胸略为膨胀、鼓腰略为内束，鼓足较高鼓耳为宽扁的辫纹大耳。除二对大耳之外，有的在另外两侧附有半圆空径的环耳各一。装饰上冷水冲型铜鼓面立体塑像比较丰富，包括背蛙、乘、牛、马、牛、禽、龟、鱼等，中心太阳纹除个别是九芒、十芒之外，大多为是十二芒。鼓面通常有晕，其中有两圈，分别装饰高度团花的羽人变型纹和翔鹭变型纹。

## 图像

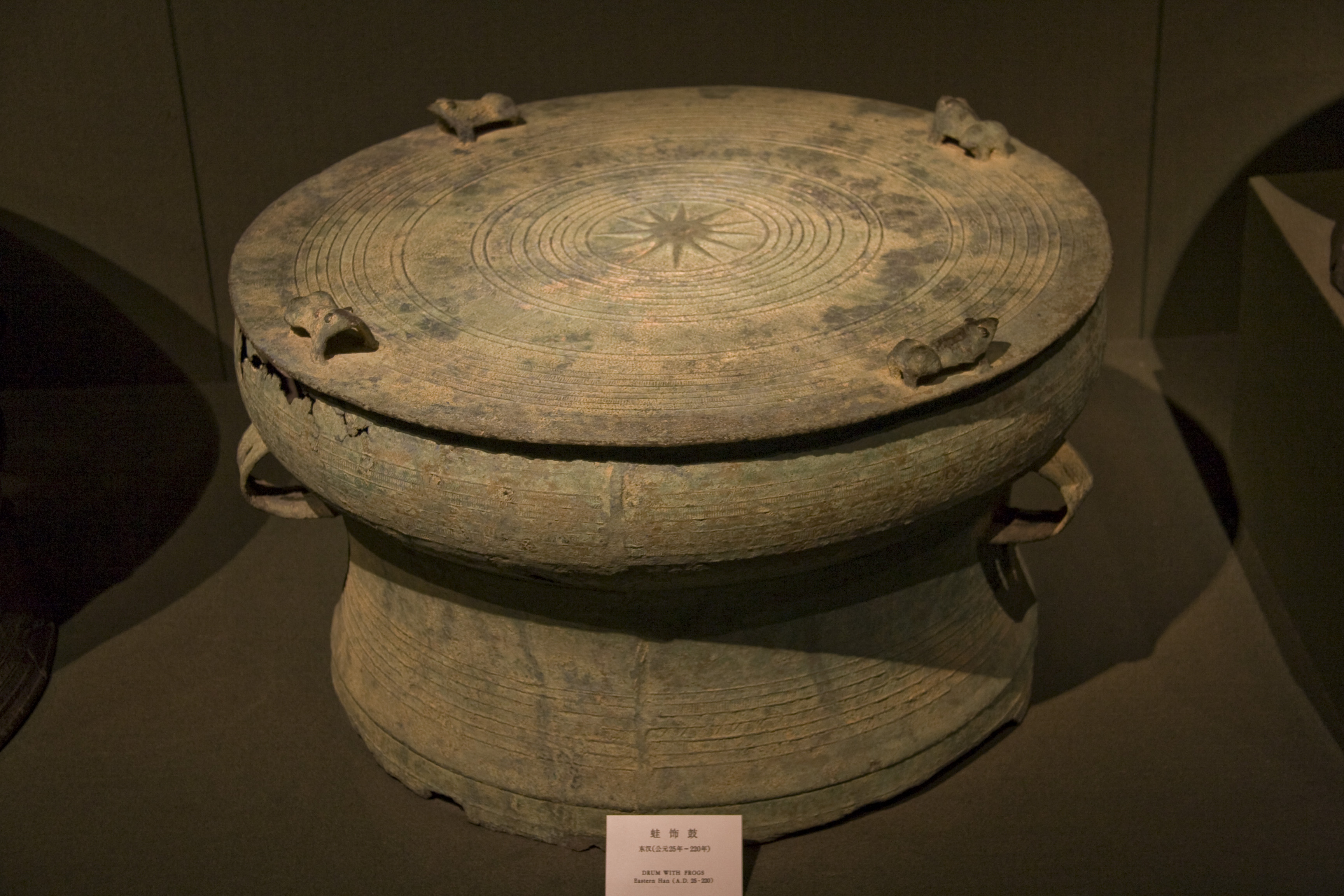
上海博物馆馆藏的一个冷水冲型铜鼓
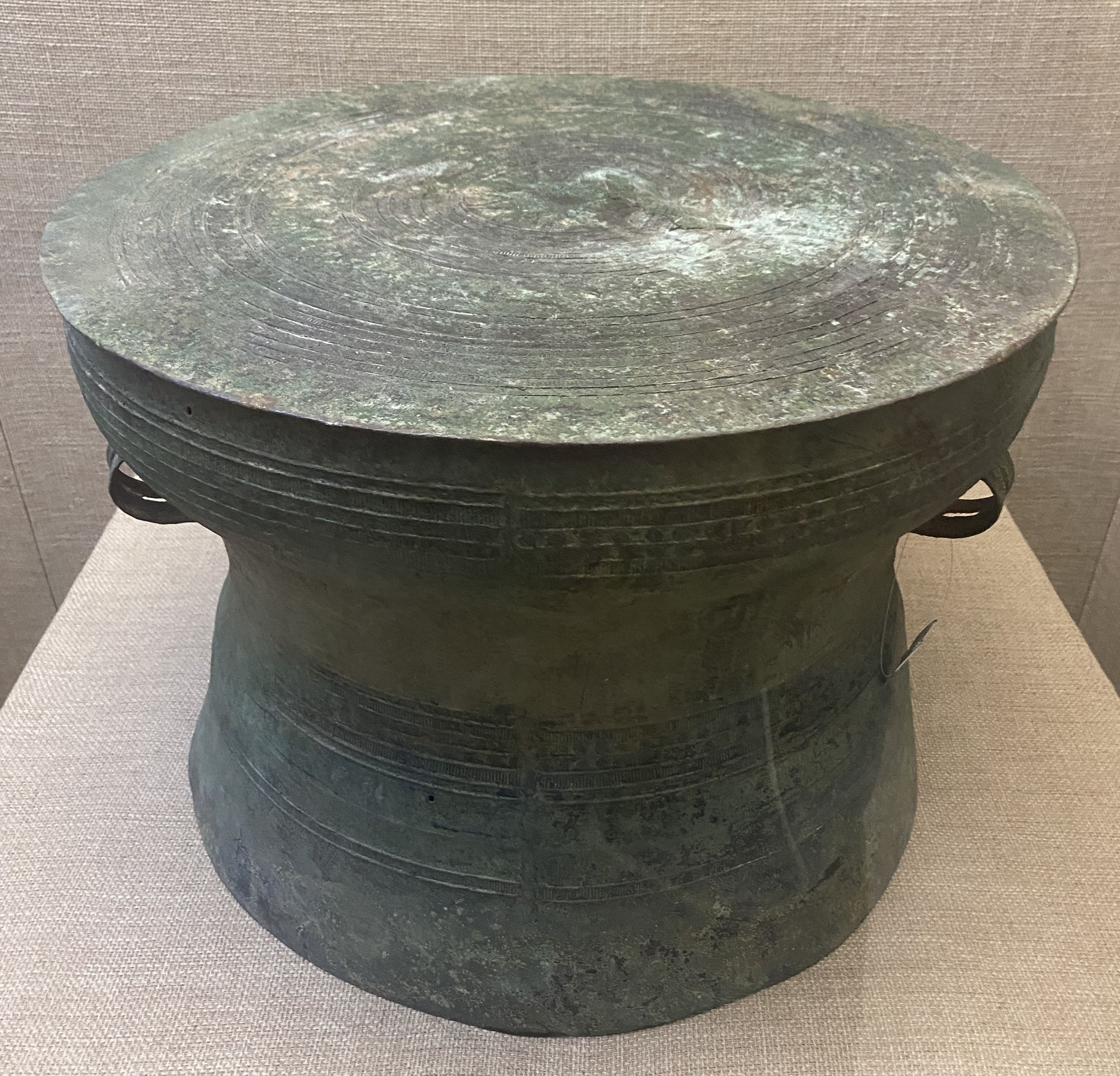
文山州博物馆田蓬铜鼓，为晋代冷水冲型